# Kununurra
Kununurra – miasto położone w północnej części stanu Australia Zachodnia, największe skupisko ludzkie i zarazem ośrodek administracyjny hrabstwa Wyndham-East Kimberley. Powstało pod koniec lat 50. XX wieku, co stało się możliwe dzięki przeprowadzonemu w tej części stanu wielkiemu programowi inwestycji w dziedzinie gospodarki wodnej, którego częścią było m.in. wybudowanie największego sztucznego zbiornika wodnego w Australii, jeziora Argyle. Nazwa miasta stanowi przetworzoną przez białych osadników wersję słowa gunanurang, oznaczającego w języku miriwoong "wielką rzekę". Aborygeni do dziś stanowią większość mieszkańców miasta. 
W bezpośrednim sąsiedztwie Kununurry znajduje się Park Narodowy Hidden Valley. Miasto posiada także własny port lotniczy.